# Riane Eisler

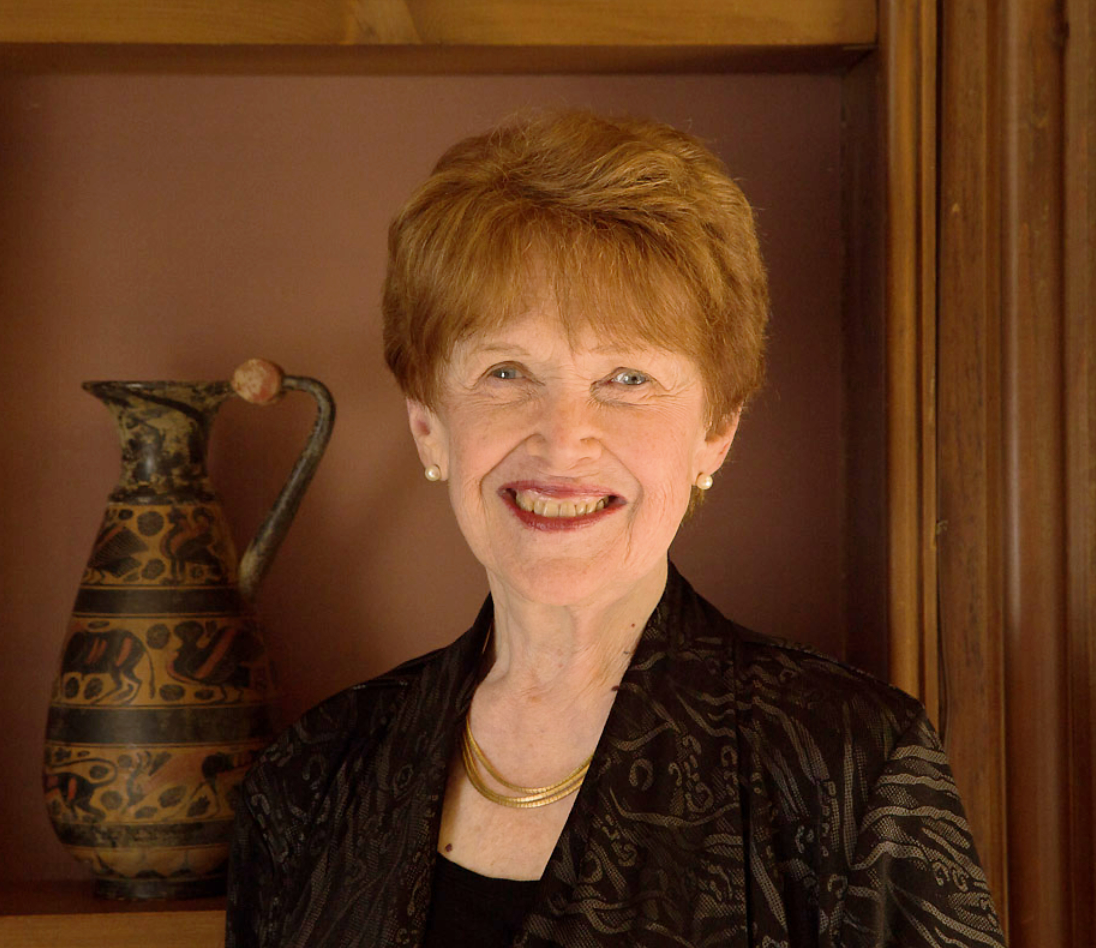
Riane Eisler

Riane Tennenhaus Eisler (* 22. Juli 1931 in Wien) ist eine US-amerikanische Kulturhistorikerin, Systemwissenschaftlerin, Soziologin, Anwältin, Rednerin, Politikberaterin und Autorin, deren Anstöße zu kulturellem Wandel von zahlreichen Wissenschaftlern, Politikern und Sozialaktivisten weltweit aufgegriffen wurden.

## Biografisches
Riane Eisler wurde 1931 in Wien geboren und floh 1939 mit ihren Eltern vor den Nationalsozialisten zunächst nach Kuba, wo sie in den Slums von Havanna lebte. Später emigrierte sie in die Vereinigten Staaten. Dort erwarb sie Universitätsabschlüsse in Soziologie und Rechtswissenschaften an der University of California, Los Angeles (UCLA).:1, 126, 307

## Karriere
Eisler unterrichtete Seminare zum Themenfeld Frauen und Recht an der University of California in Los Angeles (UCLA) und war damit eine Vorreiterin auf diesem Gebiet. Des Weiteren unterrichtete sie im Rahmen des Transformative Leadership Program am California Institute of Integral Studies sowie am Anthropology Department der University of Alabama, Birmingham. Sie ist Chefredakteurin des Interdisciplinary Journal of Partnership Studies an der University of Minnesota und Präsidentin des Center for Partnership Studies, das sich der Forschung und Lehre auf dem Gebiet des von Eisler entwickelten Partnerschaftsmodell widmet. Sie ist Ehrenmitglied des World Future Council und des Club of Rome sowie Mitglied zahlreicher anderer Organisationen, vom IEEE über das Social Ventures Network bis zur World Academy of Arts and Sciences.

## Partnerschafts- und Dominanzmodell
Eisler schlägt neue sozialwissenschaftliche Paradigmen vor, die die Grenzen herkömmlicher sozialer Gegenüberstellungen wie religiös vs. säkular, rechts vs. links, kapitalistisch vs. kommunistisch, Ost vs. West und vorindustriell vs. industriell oder postindustriell überschreiten. Sie stellt fest, dass sich Gesellschaften jeglicher Kategorie in der Vergangenheit als repressiv und gewalttätig gezeigt haben und dass sie die Frage, welche Arten von Institutionen und Überzeugungen gerechtere und friedlichere Beziehungen unterstützen, weitgehend unbeachtet gelassen haben. Bei der Beantwortung dieser Frage bietet Eislers multidisziplinäre, interkulturelle Forschung ein neues analytisches Instrument zum Verständnis und zur Verbesserung sozialer Systeme: eine biologisch wie kulturell fundierte Partnerschaft-Dominanz-Matrix. In dieser Matrix beschreiben partnerschaftliche Strukturen einerseits und ein Modell der Beherrschung andererseits die beiden Pole eines Kontinuums. In diesem Kontinuum richten sich Gesellschaften in die eine oder andere Richtung aus und schaffen damit unterschiedliche Lebenswirklichkeiten bzw. jeweils eigene Formen des Ausschlusses und der Teilhabe von Menschengruppen. Eisler identifiziert das Partnerschaftssystem und das Herrschaftssystem als zwei grundlegende soziale Konfigurationen, die sich vor allem darin unterscheiden, wie sie die Beziehung von Mensch und Natur, Eltern-Kind-Beziehungen, Geschlechterrollen und Beziehungen in weiteren gesellschaftlichen Zusammenhängen konzipieren und welchen Stellenwert sie der Fürsorge für Mensch und Natur geben.

### Dominanzsystem
Eisler führte den Begriff des Dominanzsystems (domination system) ein, um ein System von Top-Down-Hierarchien zu beschreiben, das letztendlich von Angst oder Gewalt gestützt wird und über die Herrschaft von Mann über Mann, Mann über Frau, "Rasse" über "Rasse", Religion über Religion und Mensch über Natur verläuft. Die Konfiguration des Herrschaftssystems besteht aus vier sich gegenseitig unterstützenden Kernkomponenten:
- die Top-down-Kontrolle in Familien, Volkswirtschaften und Staaten sowie weiteren gesellschaftlichen Institutionen
- starre männliche Dominanz und damit die Abwertung von allem, was stereotyp als "weiblich" angesehen wird, durch Männer und Frauen, einschließlich den Bereichen der Versorgung und der Fürsorge
- die Akzeptanz oder sogar Idealisierung von Missbrauch und Gewalt als Mittel, um anderen den eigenen Willen aufzuzwingen
- ein Glaubenssystem, das Beziehungen der Unterwerfung oder des Unterworfen-Seins als unvermeidlich und wünschenswert darstellt.

Beispiele für Gesellschaften, die sich eng am Dominanzsystem orientieren, sind das nationalsozialistische Deutschland, die stalinistische Sowjetunion, der fundamentalistische Iran, die Taliban sowie Kulturen vergangener Zeiten, in denen chronische Gewalt und despotische Herrschaft die Norm darstellten.

### Partnerschaftssystem
Im Gegensatz dazu besteht die Konfiguration des Partnerschaftssystems aus:
- einer demokratischeren und egalitäreren Struktur in Familie, Wirtschaft, Staat oder sozialen Gruppierungen
- einer gleichberechtigten Partnerschaft zwischen Frauen und Männern und damit einer unter Männern wie Frauen gleichermaßen anzutreffenden hohe Wertschätzung von Merkmalen und Aktivitäten, die stereotyp als weiblich angesehen werden, was sich in den Wertsetzungen der Sozial- und Wirtschaftspolitik widerspiegelt
- einem geringen Maß an Missbrauch und Gewalt, weil diese nicht benötigt werden, um starre Ranglisten der Herrschaft aufrechtzuerhalten
- einem Glaubenssystem, das partnerschaftliche Beziehungen und gegenseitigen Respekt als normal und wünschenswert darstellt.
Als Beispiele für partnerschaftlich orientierte Gesellschaften werden die Tiruray auf Mindanao genannt, agrarisch geprägte Gesellschaften wie die der Minangkabau, sowie technologisch fortgeschrittene Staaten wie Schweden, Norwegen und Finnland, wo es eine demokratischere und egalitärere Struktur in Familie, Wirtschaft und Staat gibt, eine gleichberechtigte Partnerschaft zwischen Männern und Frauen und eine am Care-Gedanken orientierte Sozialpolitik (mit einer allgemeinen Gesundheitsversorgung, bezahltem Elternurlaub und einer qualitativ hochwertigen frühkindlichen Bildung) sowie die Ablehnung von Gewalt in intimen und internationalen Beziehungen.

### Partnerschafts-Dominanz-Kontinuum (partnership/domination continuum)
Beim Vergleich von Partnerschafts- und Dominanzsystemen in ihrem Buch Nurturing Our Humanity (2019) stützen sich Eisler und ihr Co-Autor Douglas Fry sowohl auf die Sozial- als auch auf die Lebenswissenschaften, darunter Erkenntnisse aus der Kognitionsforschung, um zu zeigen, wie sich das Aufwachsen in partnerschaftlichen oder dominanzorientierten Kulturen oder Subkulturen direkt auf die Entwicklung des Gehirns von Kindern auswirkt und damit darauf, wie Menschen denken, fühlen und handeln. Das Buch enthält unter anderem Frys Forschungen zur Nahrungssuche, mit denen er der in populären Theorien vertretenen Position entgegentritt, Menschen seien Gefangene evolutionärer Imperative, die zwangsläufig zu Krieg, Vergewaltigung und anderen Grausamkeiten führen. In seiner Argumentation weist Fry darauf hin, dass Menschen lange Zeit als Sammler in Gruppen lebten, die er als "die ersten Partnerschaftsgesellschaften" (the original partnership societies) bezeichnet. In früheren Arbeiten wie The Chalice and the Blade (1987) und Sacred Pleasure (1995) analysiert Eisler die Androkratie (die Herrschaft von Männern in sozialen Organisationen), wie man sie in indoeuropäischen und anderen Gesellschaften beobachtet, und schildert sie im Vergleich zu einer stärkeren Ausrichtung auf das Partnerschaftssystem, wie es von verschiedenen Forschungsarbeiten für die soziale Organisation des neolithischen Europas und der späteren minoischen Zivilisation im prähistorischen bronzezeitlichen Kreta behauptet wurde.
Um die These zu belegen, dass es Gesellschaften gab, in denen weder Männer noch Frauen einander dominierten, zog Eisler archäologische Beweise aus Südosteuropa, insbesondere Kreta heran. Sie stützte sich dabei auf die Forschungen der Archäologen Nikolaos Platon, Vere Gordon Childe, Nanno Marinatos, Marija Gimbutas oder James Mellaart. Eislers Arbeit hat es anderen Wissenschaftlern ermöglicht, die konzeptionellen Rahmenbedingungen für Partnerschaft/Herrschaft und kulturelle Transformation auf Bereiche anzuwenden, die von Politik und Wirtschaft bis zu Religion, Wirtschaft und Bildung reichen.
Keine Gesellschaft orientiert sich vollständig an einem Dominanz- oder einem Partnerschaftssystem. Eisler beschreibt ihr System deswegen als Kontinuum zwischen den beiden Polen der Partnerschafts- und Herrschaftsorientierung. In Anbetracht der Verortung einer Gesellschaft auf diesem Kontinuum beginnt vieles, was ansonsten als zufällig und unzusammenhängend erscheint, in seinem kulturell-gesellschaftlichen Zusammenhang deutlich zu werden – einschließlich der Entwicklung von Wirtschaftssystemen, wie Eisler in The Real Wealth of Nations: Creating a Caring Economics sowie in vielen Artikeln und Buchkapiteln dokumentiert hat.

## Bücher
Nurturing Our Humanity: How Domination and Partnership Shape Our Brains, Lives, and Future von Riane Eisler und Douglas Fry verbindet Eislers Partnerschafts-Dominanz-Matrix mit umfassenden Erkenntnissen aus den Neurowissenschaften und anderen Disziplinen. Es möchte zeigen, dass im Gegensatz zu der These "egoistischer Gene" (Richard Dawkins: Das egoistische Gen, 1976), die das menschliche Verhalten bestimmen sollen, das Denken und Fühlen von Menschen stark davon beeinflusst wird, ob sie in einer partnerschaftlichen oder dominanzorientierten Umgebung aufwachsen. Es dokumentiert auch, dass der Mensch im Laufe der Evolution tatsächlich eine Neigung zu Empathie, Fürsorge und Kreativität entwickelt hat, die jedoch in Herrschaftssystemen gehemmt wird. Es weist ferner auf Interventionen hin, die die gegenwärtige Bewegung in Richtung Partnerschaft beschleunigen und weitere Rückschritte zu einem Dominanzsystem verhindern können.
Zu Eislers früheren Büchern gehört ihr internationaler Bestseller The Chalice und The Blade: Our History, Our Future, der von der Anthropologin Ashley Montagu als "das wichtigste Buch seit Darwins Origin of Species" (the most important book since Darwin's Origin of Species) bezeichnet wurde. Das Buch hat unzählige Nachauflagen erlebt und wurde in 26 Sprachen übersetzt, darunter neben Deutsch, die meisten europäischen Sprachen sowie Chinesisch, Türkisch, Russisch, Koreanisch, Hebräisch, Urdu, Japanisch und Arabisch.
Ihr 2007 erschienenes Buch The Real Wealth of Nations: Creating a Caring Economics schlägt einen neuen ökonomischen Ansatz vor, der der menschlichen Fürsorgearbeit für Menschen und die Umwelt Sichtbarkeit und Wert verleiht. Das Buch wurde von Erzbischof Desmond Tutu als "Vorlage für die bessere Welt, nach der wir so dringend gesucht haben", von Peter Senge als "dringend benötigt" und von Gloria Steinem als "revolutionär" gepriesen.
2014 war Eisler Co-Autorin von Transforming Interprofessional Partnerships: A New Framework for Nursing and Partnership-Based Health Care mit Professor Teddie Potter von der University of Minnesota. Es bietet Angehörigen der Gesundheitsberufe die Werkzeuge, um aktuelle Gesundheitssysteme zu überprüfen und ein fürsorglicheres, nachhaltigeres System aufzubauen. Das Buch war der Gewinner des Capstone International Book Award 2015 und des American Journal of Nursing Book Award 2014.
Zu Eislers weiteren Büchern gehören The Power of Partnership und Tomorrow's Children sowie Sacred Pleasure: Sex, Myth, and the Politics of the Body – New Paths to Power and Love, eine Erforschung der Ursprünge menschlicher Gewalt sowie eine Auseinandersetzung mit der Bedeutung von Geschlecht im Blick auf die Lebensqualität in Gesellschaften.

## Dokumentarfilme
Im Jahr 2011 stützte Tiroir A Films (TAF) ihren Dokumentarfilm Mother, Caring for 7 Billion auf die Theorien von Riane Eisler und setzte darin auch Eisler selbst ins Bild. Im Jahr 2018 drehte die Filmemacherin Jennifer Siebel Newson ihren Film The Great American Lie, der im Jahr 2019 erstmals gezeigt wurde und sich unter anderem auch mit Riane Eisler beschäftigt.

## Aktivitäten
Riane Eisler ist weltweit als Keynote-Speakerin auf Konferenzen sowie als Beraterin von Unternehmen und Behörden bei der Anwendung des in ihrer Arbeit eingeführten Partnerschaftsmodells tätig. Sie war unter anderem in der Generalversammlung der Vereinten Nationen zu Gast, dem amerikanischen Außenministerium und Kongress, dem Deutschen Bundestag, in Kolumbien sowie der Tschechischen Republik.
Riane Eisler ist Gründungsmitglied der General Evolution Research Group (GERG), Mitglied der World Academy of Art and Science und der World Business Academy. Sie ist Ehrenmitglied des Club of Rome sowie des World Future Council in Europa. Sie ist Mitbegründerin der Spiritual Alliance to Stop Intimate Violence (SAIV) und Vorsitzende des Center for Partnership Studies, das sich der Forschung und Bildung widmet. 2003 war sie eine der Unterzeichnerinnen des Humanist Manifesto. Darüber hinaus ist sie Mitbegründerin des Interdisciplinary Journal of Partnership Studies (IJPS).
Sie ist Autorin von über 300 Aufsätzen und Artikeln in Publikationen, unter anderen in den Bereichen der Verhaltenswissenschaften, der Zukunftsforschung oder der Politischen Psychologie. Sie finden sich beispielsweise im UNESCO Courier, in Brain and Mind, Yes! Magazine, dem Human Rights Quarterly, dem International Journal of Women's Studies oder der World Encyclopedia of Peace. Eisler war eine der Gründerinnen des Women's Rights Law Reporter, der ersten juristischen Zeitschrift, die sich ausschließlich mit Frauenrechten befasste.

## Rezeption
Riane Eislers Forschungen haben in zahlreiche Disziplinen und überall auf der Welt Resonanz gefunden. So inspirierte ihr Buch The Chalice and the Blade unter anderem eine chinesische Veröffentlichung (The Chalice and the Blade in Chinese Culture). In ihrem 2008 erschienenen Buch Gender and Information Technology: Moving Beyond Access to Co-Create Global Partnership nutzt Mary Kirk Eislers Theorie der kulturellen Transformation, um eine interdisziplinäre, sozialwissenschaftliche Perspektive auf Fragen des Zugangs zu Technologie anzubieten. Eisler inspirierte darüber hinaus Antonella Riem und eine Gruppe von Wissenschaftlern an der Universität Udine, der Partnership Studies Group (PSG), zu weiteren multi- und interdisziplinären Forschungen, die auf Überlegungen der Partnerschafts-Dominanz-Matrix zurückgehen.

## Ehrungen
Eisler hat unter anderem den Humanist Pioneer Award und den ersten Alice Paul ERA Award erhalten. 2018 wurde sie mit dem ersten Safe Ireland Leadership Award (SÍLA) für ihre visionäre Führungsrolle bei der Gleichstellung der Geschlechter ausgezeichnet. Sie erhielt den Distinguished Peace Leadership Award der Nuclear Age Peace Foundation. Sie war die einzige Frau, die für ihre Arbeit als Kulturhistorikerin und Evolutionstheoretikerin in das Werk Macrohistory and Macrohistorians aufgenommen wurde.

## Zentrum für Partnerschaftsstudien (Center for Partnership Studies)
Das Center for Partnership Studies (CPS) in Carmel, Kalifornien, wurde 1987 gegründet, um eine Ausbildung nach dem von Riane Eisler entwickelten Partnerschaftsmodell zu erforschen, zu entwickeln und zu verbreiten.

## Caring Economy Kampagne
Die Caring Economy Campaign ist ein Projekt des Zentrums für Partnerschaftsstudien, das sich auf den Aufbau eines Partnerschaftssystems konzentriert, in dem die wirtschaftlichen Vorteile der Care-Arbeit für Mensch und Natur auch zahlenmäßig festgehalten werden können. Zu diesem Zweck hat die Caring Economy Campaign Social Wealth Economic Indicators (SWEIs) entwickelt, um politische Entscheidungsträger bei der Entwicklung eines Wirtschaftssystems zu unterstützen, das unbezahlte oder unterbezahlte Arbeit, Gesundheit, Wohlbefinden und Wohlergehen der allgemeinen Bevölkerung in die Betrachtung miteinbezieht.

## SAIV (The Spiritual Alliance to Stop Intimate Violence)
SAIV widmet sich der Bekämpfung von Formen intimer Gewalt, einschließlich der Gewalt im Rahmen von Krieg, Terrorismus, politischer Unterdrückung und Kriminalität. SAIV wurde von Riane Eisler zusammen mit der Friedensnobelpreisträgerin Betty Williams gegründet und ist ein Projekt des Center for Partnership Studies, einer gemeinnützigen Organisation, die von den Vereinten Nationen als Nichtregierungsorganisation anerkannt wurde.

## Schriften (Auswahl)
- Dissolution: NoFault Divorce, Marriage, and the Future of Women. New York: McGraw-Hill, 1977.
- The Equal Rights Handbook: What ERA means for your life, your rights, and your future. New York: Avon, 1979.
- The Chalice and The Blade: Our History, Our Future. New York: Harper & Row, 1987
  - Kelch und Schwert: Von der Herrschaft zur Partnerschaft. Weibliches und männliches Prinzip in der Geschichte. Übersetzung Christel Rost. München : Bertelsmann, 1989
- Sacred Pleasure: Sex, Myth, and the Politics of the Body. San Francisco: HarperCollins, 1996.
- The Partnership Way: New Tools for Living and Learning, mit David Elliot Loye, San Francisco: Harper & Row, 1990 (Neuauflage Brandon: Holistic Education Press, 1998).
- Tomorrow's Children: A Blueprint for Partnership Education in the 21st Century, Boulder, Colorado: Westview Press, 2000.
  - Die Kinder von morgen. Die Grundlagen der partnerschaftlichen Bildung. Übersetzung Ute Weber. Freiamt im Schwarzwald: Arbor-Verlag, 2005
- The Power of Partnership: Seven Relationships that will Change Your Life, Novato, Kalifornien: New World Library, 2003 [2002].
- Educating for a Culture of Peace, Portsmouth, NH: Heinemann, 2004.
- The Real Wealth of Nations: Creating a Caring Economics. San Francisco: Berrett-Koehler, 2007.
  - Die verkannten Grundlagen der Ökonomie. Wege zu einer Caring Economy, Marburg: Büchner-Verlag, 2020 (Umgearbeitet und gekürzt)
- Nurturing Our Humanity: How Domination and Partnership Shape Our Brains, Lives, and Future, mit Douglas P. Fry, New York: Oxford University Press, 2019.